# Hadrobregmus quadrulum
Hadrobregmus quadrulum is een keversoort uit de familie klopkevers (Anobiidae). De wetenschappelijke naam van de soort is voor het eerst geldig gepubliceerd in 1859 door LeConte.